# 阿讷西伯尔纳铎修道院

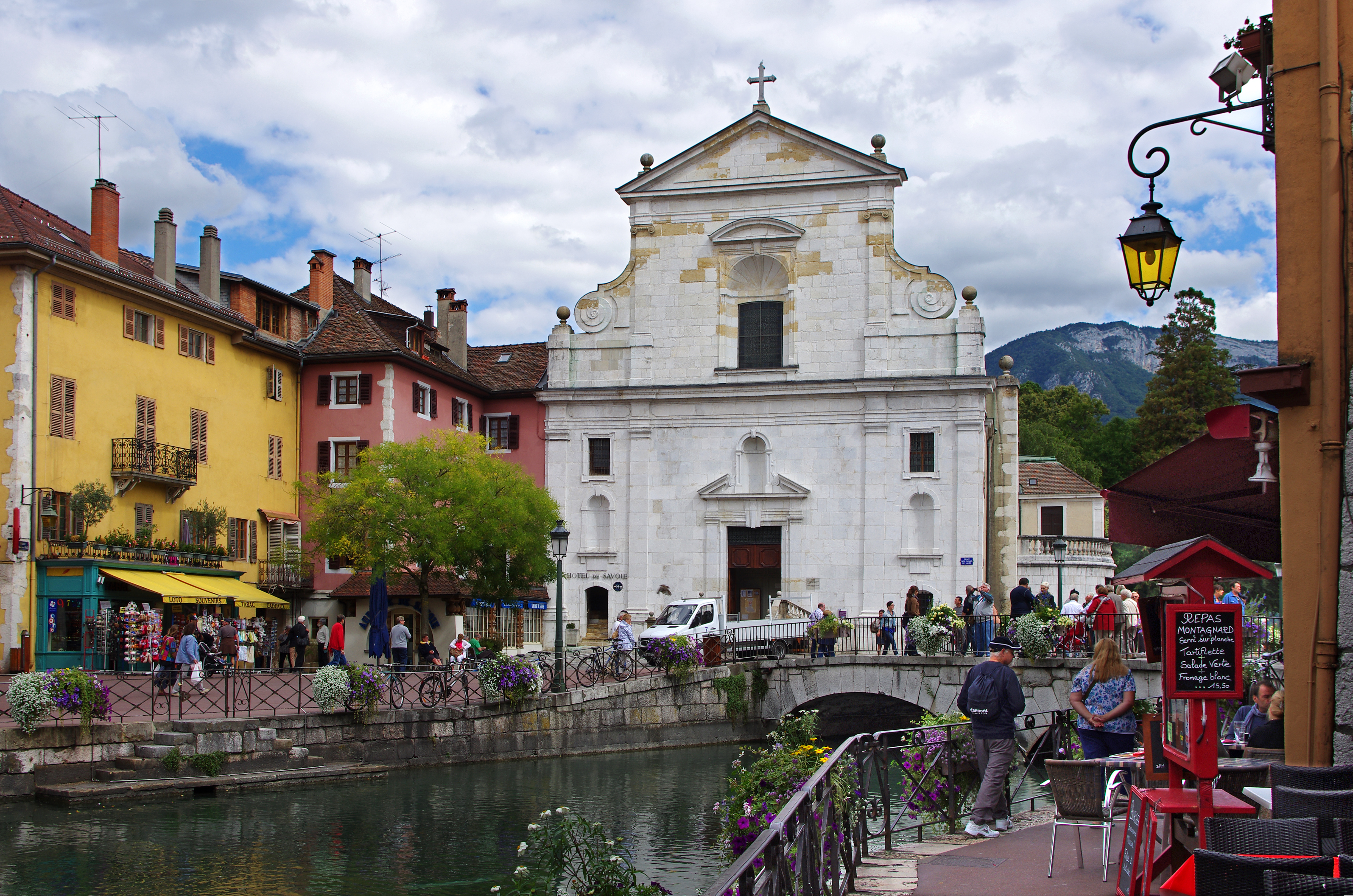

阿讷西伯尔纳铎修道院（Couvent des Bernardines d'Annecy）是一座熙笃会修道院，位于法国奥弗涅-罗讷-阿尔卑斯大区上萨瓦省省会阿讷西。创建于1639年，

## 历史
1639年，福龙河畔拉罗什伯尔纳铎修道院院长珍妮-克劳德·德·利莫洪派了8名修女到阿讷西的郊区皮奎尔（Pâquier）建立新修道院。, 靠近圣母往见修道院。
1770年代，一场猛烈的大火摧毁了修道院，虽然修道院在1783年迅速重建。然而，修道院已开始走向衰落，在1793年关闭时已只有11名修女.
1793年革命期间，建筑物作为国家财产出售，改建为工厂。1970年代末改建为文化中心。